# 漢斯·馮·貝瑟勒

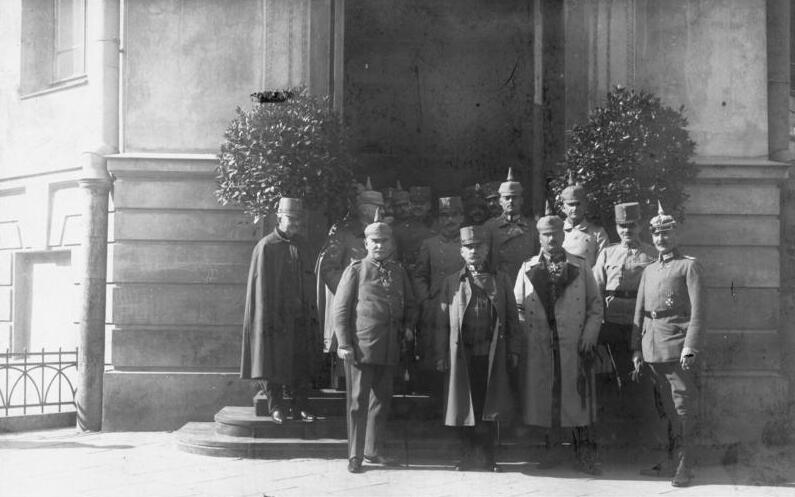
漢斯·馮·貝瑟勒（左一）在盧布林，1916年

漢斯·哈特維格·馮·貝瑟勒（德語：Hans Hartwig von Beseler，1850年4月27日—1921年12月20日）是普魯士王國以及德意志帝國的一位大將。